# Gromada Wieprzyce
Gromada Wieprzyce war eine Verwaltungseinheit in der Volksrepublik Polen zwischen 1954 und 1961. Verwaltet wurde die Gromada vom Gromadzka Rada Narodowa, dessen Sitz sich in Wieprzyce (heute unterteilt sich das Dorf in Wieprzyce (Dolne) und Wieprzyce (Górne)) befand und aus 18 Mitgliedern bestand.

Die Gromada Wieprzyce gehörte zum Powiat Gorzowski in der Woiwodschaft Zielona Góra und bestand aus den ehemaligen Gromadas Wieprzyce, Jeżyki, Jeże und Chróścik der aufgelösten Gmina Bogdaniec.

Zum 31. Dezember 1961 wurde die Gromada aufgelöst und ihre Dörfer auf die Gromadas Baczyna und Łupowo aufgeteilt.